# Organofosforni spoj
Organofosforni spojevi su velika skupina organskih kemijskih spojeva koji sadrže fosfor. Derivati su fosfatne, fosfonske ili fosfinske kiseline kod kojih kisikovi atomi koji su vezani neposredno na fosforov atom, mogu biti zamijenjeni sumporovim ili dušikovim atomima.
Ove se spojeve koristi za pesticide, dio za lijekove, dok od najotrovnijih među njima izrađuje se živčane bojne otrove. Razlog zbog kojih je mnoštvo ovih spojeva akutno otrovno jest inhibicija acetilkolinesteraze. Ako organofosforni spoj sadrži sumpor koji je na fosforov atom vezan koordinatno-kovalentnom vezom, onda nije inhibitor acetilkolinesteraze, enzima koji je ključan u prijenosu živčanog impulsa. Uvjet za postajanjem biološki aktivnim jest da spontanim reakcijama ili u reakcijama biotransformacije prijeđu si u oksoanaloge. 
Kad se biotransformira organofosforni spoj, tad se može dogoditi da neotrovni organofosforni spoj pretvori u otrovni, a otrovni u neki drugi otrovni spoj, ili pak da se otrovni spoj pretvori u spoj koji više nije inhibitor acetilkolinesteraze.

## Vrste
Organofosforni spojevi se dijela na različite razrede prema stupnju oksidacije fosfora i naravi substituanta, posebice nazočnosti atoma kisika ili nekog drugog halkogenog elementa.